# Das Schneckenrennen
Das Schneckenrennen (La course de l’escargot) ist eine französische Filmkomödie von Jérôme Boivin, die im Jahr 1997 fürs Fernsehen produziert worden ist.

## Handlung
Albert, ein junger Mann aus Paris, der gerade auf Arbeitssuche ist, erbt von seinem Onkel eine Schneckenzucht samt Landhaus in einem kleinen Dorf in der Bourgogne. Bei seiner Ankunft muss er enttäuscht feststellen, dass das geerbte Anwesen samt Zubehör reichlich heruntergewirtschaftet ist. Doch als Albert Margot kennenlernt, eine junge Studentin, die sich mit Schnecken befasst und Konchyliologie studiert, sieht die Welt gleich wieder viel rosiger aus. Margot ist es auch, die ihm Zutritt zu der eher verschworenen Dorfgemeinschaft und ihrer teils schrulligen Bewohner verschafft.
Leider wird das junge Glück von Geldsorgen bedroht, da das Erbe mit Schulden belastet ist. Die Dorfbewohner hegen eine große Leidenschaft, sie lieben Schneckenrennen mit hohem Einsatz, was das Paar auf eine obskure Idee bringt: Alberts Schnecken sollen es nun richten und das in Kürze anstehende Schneckenrennen gewinnen. Margot entdeckt bei einer der Schnecken eine außergewöhnliche Fähigkeit, was dazu beitragen könnte, dass der Plan des Paares aufgeht. Und das tut er tatsächlich.

## Produktion, Veröffentlichung
Es handelt sich um eine Produktion fürs Fernsehen von Flach Film, France 2, La Sept und ARTE. Gedreht wurde in Villers-en-Arthies im Département Val-d’Oise in Frankreich.
Die deutsche Erstausstrahlung erfolgte am 16. Juli 1999 beim deutsch-französischen Kultursender ARTE.

## Kritik
Im Lexikon des internationalen Films war zu lesen: „Verspielt-beschwingte Komödie, die ihr Hauptaugenmerk auf den ländlichen Alltag legt und die Schrullen der Dorfbewohner liebevoll skizziert.“
TV Spielfilm kalauerte: „Schnecken auf die Bahn, nicht in die Pfanne“ und war der Ansicht: „Schön schnurrig erzählt die Komödie über das Leben in der Provinz und die Macken der Ländler. Autor Laurent Bénégui schrieb auch das Drehbuch zu Hippolytes Fest.“